# 18e étape b du Tour de France 1935
Pour un article plus général, voir Tour de France 1935.
La 18e étape b du Tour de France 1935 s'est déroulée le 25 juillet.
Il s'agit d'une demi-étape contre-la-montre qui relie Rochefort à La Rochelle dans le département de la Charente-Maritime, au terme d'un parcours de 33 kilomètres.
Le Français André Leducq remporte l'étape tandis que le Belge Romain Maes conserve la tête du classement général.

## Classements

### Classement de l'étape
| \| Classement de l'étape \| Classement de l'étape \| Classement de l'étape \| Classement de l'étape \| Classement de l'étape \| \| Coureur \| Coureur \| Pays \| Équipe \| Temps \| \| --------------------- \| --------------------- \| --------------------- \| ------------------------- \| --------------------- \| \| 1er \| André Leducq \| France \| \| \| \| 2e \| Romain Maes \| Belgique \| Alcyon-Dunlop \| \| \| 3e \| Sylvère Maes \| Belgique \| \| \| \| 4e \| Jules Lowie \| Belgique \| \| \| \| 5e \| Manuel Garcia \| France \| \| \| \| 6e \| Aldo Bertocco \| France \| \| \| \| 7e \| Charles Pélissier \| France \| Génial Lucifer-Hutchinson \| \| \| 8e \| Ambrogio Morelli \| Italie \| \| \| \| 9e \| Pierre Cloarec \| France \| \| \| \| 10e \| Paul Chocque \| France \| \| \| |                   |          |                           |       |
| |                   |          |                           |       |
| |                   |          |                           |       |
| Classement de l'étape |                   |          |                           |       |
| Coureur | Coureur           | Pays     | Équipe                    | Temps |
| 1er | André Leducq      | France   |                           |       |
| 2e | Romain Maes       | Belgique | Alcyon-Dunlop             |       |
| 3e | Sylvère Maes      | Belgique |                           |       |
| 4e | Jules Lowie       | Belgique |                           |       |
| 5e | Manuel Garcia     | France   |                           |       |
| 6e | Aldo Bertocco     | France   |                           |       |
| 7e | Charles Pélissier | France   | Génial Lucifer-Hutchinson |       |
| 8e | Ambrogio Morelli  | Italie   |                           |       |
| 9e | Pierre Cloarec    | France   |                           |       |
| 10e | Paul Chocque      | France   |                           |       |

### Classement général à l'issue de l'étape
| \| Classement général \| Classement général \| Classement général \| Classement général \| Classement général \| \| Coureur \| Coureur \| Pays \| Équipe \| Temps \| \| ------------------ \| ------------------ \| ------------------ \| ------------------ \| ------------------ \| \| 1er \| Romain Maes \| Belgique \| Alcyon-Dunlop \| \| \| 2e \| Ambrogio Morelli \| Italie \| \| \| \| 3e \| Félicien Vervaecke \| Belgique \| Alcyon-Dunlop \| \| \| 4e \| Sylvère Maes \| Belgique \| \| \| \| 5e \| Georges Speicher \| France \| \| \| \| 6e \| Jules Lowie \| Belgique \| \| \| \| 7e \| Maurice Archambaud \| France \| \| \| \| 8e \| René Vietto \| France \| Helyett-Hutchinson \| \| \| 9e \| Gabriel Ruozzi \| France \| \| \| \| 10e \| Oskar Thierbach \| Allemagne \| \| \| |                    |           |                    |       |
| |                    |           |                    |       |
| |                    |           |                    |       |
| Classement général |                    |           |                    |       |
| Coureur | Coureur            | Pays      | Équipe             | Temps |
| 1er | Romain Maes        | Belgique  | Alcyon-Dunlop      |       |
| 2e | Ambrogio Morelli   | Italie    |                    |       |
| 3e | Félicien Vervaecke | Belgique  | Alcyon-Dunlop      |       |
| 4e | Sylvère Maes       | Belgique  |                    |       |
| 5e | Georges Speicher   | France    |                    |       |
| 6e | Jules Lowie        | Belgique  |                    |       |
| 7e | Maurice Archambaud | France    |                    |       |
| 8e | René Vietto        | France    | Helyett-Hutchinson |       |
| 9e | Gabriel Ruozzi     | France    |                    |       |
| 10e | Oskar Thierbach    | Allemagne |                    |       |